# Johannes Jacobsen

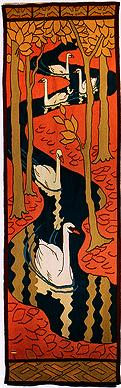
Vävnaden "Fem svanar" av Otto Eckmann (1868–1902), 1897, Scherrebeker Webschule i Skærbæk

Christian Johannes Jacobsen, född 1 maj 1854 i Haderslev i dåvarande Danmark, död 19 februari i Eckhadtsheim i Bielefeld i Nordrhein-Westfalen i Tyskland, var en tysk präst, aktivist för förtyskning och entreprenör.
Johannes Jacobsen var son till sockenprästen Johan Christian Jacobsen (1825–1898) och Helena Christiana Maria Iwersen (1814–1894. Han växte upp i Haderslev och studerade teologi i Bonn, Berlin och på Christian-Albrechts-Universität zu Kiel i Kiel. Som student var han medgrundare 1881 av den antisemitiska och nationalistiska "Verein Deutscher Studenten". Han var 1884–1904 präst i Skærbeks socken i Nordslesvig, som mellan 1865 och 1920 tillhörde Kungariket Preussen/Tyskland. Han var 1890 en av grundarna av "Den tyske Forening for Nordslesvig" samt grundare av Creditbank Scherrebek (Skærbæk kreditbank). Danna blev hans bas för att från mitten av 1890-talet bygga upp olika verksamheter. År 1896 grundade han tillsammans med konsthistorikern Friedrich Deneken vävskolan Scherrebeker Webschule (Skolen for kunstvæveri) i Skærbæk, som blev känd för sina bildvävar i jugendstil.
Johannes Jacobsen var framför allt drivande i att utveckla ön Rømø (på tyska: Röm) till ett turistmål för tyskar genom att grundlägga badorten Lakolk ("Nordseebad Lakolk") 1898. Som en del i detta projekt anlades en hästbana  mellan hamnen i Kongsmark och Lakolk, som invigdes 1899.
Han ställde 1898 och 1902 upp som kandidat i riksdagsval, men förlorade bägge gångerna. Hans rörelser fallerade därefter, och 1904 avskedades han också från sitt prästämbetet. Han dömdes till böter för trolöshet mot huvudman. Han flyttade 1904 från Schlesvig och blev präst i Arco i Sydtyrolen. Han flydde därifrån när Italien 1915 gick in på de allierades sida i första världskriget. Han var därefter präst i Aschersleben i Sachsen-Anhalt.